# La fuerza (EP)
La Fuerza es un EP en español de la cantautora estadounidense Christina Aguilera. Lanzado el 21 de enero de 2022, por Sony Music Latin. Este EP es el primero de tres que formarán el noveno álbum de estudio de Aguilera, su segundo álbum en español, además es su primer EP en solitario, después de su EP compartido de 2003 con Justin Timberlake, Justin & Christina.

## Antecedentes
En 2000, Aguilera lanzó su segundo álbum de estudio Mi reflejo, su primer álbum en español. El álbum pasó a ocupar el puesto número diez en los 20 mejores álbumes latinos de todos los tiempos de Billboard.  Aguilera comenzó a promover el lanzamiento de su segundo álbum en español "atrasado" dos décadas después en 2021 y señaló en una revista Health que:

Estoy a meses de que se anuncie algo [...] Estoy reinspirado y me he reconectado conmigo mismo. Me he enamorado de la música de nuevo, lo cual es algo muy importante para decir, después de haber pasado toda mi carrera en la música.

Aguilera aprovechó la pandemia de COVID-19 para retirarse a Miami, Florida en un campamento de escritura a prueba de COVID con la intención de rendir homenaje a su herencia ecuatoriana al hacer su noveno álbum de estudio en español. El álbum se hizo en cuatro semanas, siendo la primera canción el sencillo principal del álbum, "Pa' Mis Muchachas".  Aguilera reveló en una entrevista con Insider en septiembre de 2021, que había filmado los dos primeros videos musicales de los sencillos. 
En una entrevista con Los Angeles Times, Aguilera reveló que el álbum se lanzaría en tres partes, confirmando que la primera parte del álbum se titularía La fuerza y que celebraría su poder como mujer. Reveló que lanzaría música hasta finales de 2022.

## Promoción

### Sencillos
El 19 de octubre de 2021, Aguilera comenzó a publicar clips del sencillo principal del álbum y el video musical que lo acompaña en sus redes sociales. "Pa Mis Muchachas" fue lanzado el 22 de octubre de 2021, junto con su video musical. La canción es una colaboración entre Aguilera, Becky G y Nicki Nicole, y cuenta con la participación de la cantante y compositora argentina Nathy Peluso. Aguilera señaló que el video es un "primer episodio de una larga historia por venir [...] Esta es una celebración de la individualidad. Esta es una historia sobre la fuerza, sobre cómo soltarse el pelo. Acerca de redescubriéndote a ti mismo en el camino". 
El segundo sencillo, una balada de piano titulada "Somos Nada", se lanzó el 18 de noviembre de 2021, junto con su video musical. La canción fue escrita por Aguilera, Mario Domm, Sharlene Taule y Federico Vindver. Aguilera interpretó los dos primeros sencillos en la Entrega Anual de los Premios Grammy Latinos de 2021, acompañada de Becky G, Nicole y Peluso así como en los Premios People's Choice desde mismo año.
"Santo" con el cantante puertorriqueño Ozuna fue lanzado el 20 de enero de 2022, como el tercer sencillo del álbum.

## Recepción crítica
La fuerza fue nombrado el mejor disco de la semana por Billboard Argentina.[cita requerida] Por otro lado, Lucas Villa de la revista estadounidense Rolling Stone, escribió que "la destreza vocal de Aguilera es extraordinaria en cualquier idioma", y mencionó sus baladas como "puntos destacados", considerando a "La Reina" la mejor canción del disco. Billboard describió a La fuerza como "no solo un homenaje a sus raíces latinas [de Aguilera], sino un proyecto lleno de pasión, innovación, exploración y, por supuesto, una poderosa voz".

### Respuesta comercial
El álbum debutó en la posición número 31, en las lista de álbum de descarga digitales en Reino Unido. En la posición 79 en la lista Top Albums 100 de Suiza.
La Fuerza debutó en el número dos en la lista de álbumes pop latinos de los Estados Unidos con 4.000 unidades equivalentes a álbumes vendidas, de las cuales 2.000 fueron copias físicas y digitales de álbumes.

## Lista de canciones
| La fuerza |                                                               | |                                                 |          |  |
| N.º       | Título                                                        | Escritor(es) | Producer(s)                                     | Duración |  |
| 1.        | «Ya Llegué»                                                   | Christina Aguilera, Jon Leone, Juan Morelli y Kat Dahlia                                                                                  | JonTheProducer, Rafa Arcaute y Federico Vindver | 3:03     |  |
| 2.        | «Pa Mis Muchachas» (con Becky G, Nicki Nicole & Nathy Peluso) | Aguilera, Jorge Luis Chacín, Natalia Peluso, Dahlia, Nicole Denise Cucco ("Nicky Nicole"), Rebbeca Gomez, Yasmil Marrufo y Yoel Henríquez | Arcaute y Vindver                               | 3:36     |  |
| 3.        | «Somos Nada»                                                  | Aguilera, Vindver, Mario Domm y Sharlene Taule                                                                                            | Arcaute y Vindver                               | 3:01     |  |
| 4.        | «Santo» (con Ozuna)                                           | Aguilera, Dallas James Koehlke, Gale, Josh Barrios y Ozuna                                                                                | DallasK, Arcaute y Vindver                      | 3:03     |  |
| 5.        | «Como Yo»                                                     | Aguilera, Vindver, Gino the Ghost, Juan Morelli, Dhalia, Arcaute y Tobias Wincorn                                                         | Arcaute y Vindver                               | 2:46     |  |
| 6.        | «La Reina»                                                    | Aguilera, Luigi Castillo, Santiago Castillo, Servando Primera y Marrufo                                                                   | Arcaute, Vindver y Marrufo                      | 3:48     |  |

## Charts
| Chart (2022)                                     | Peak position |
| ------------------------------------------------ | ------------- |
| Alemania Digital Albums (Official German Charts) | 46            |
| España (PROMUSICAE)                              | 54            |
| Suiza (Schweizer Hitparade)                      | 79            |
| Reino Unido (UK Album Downloads)                 | 31            |
| Estados Unidos (Latin Pop Albums)                | 2             |
| Estados Unidos (Top Album Sales)                 | 78            |
| Estados Unidos (Top Latin Albums)                | 14            |